# La Balanguera
La Balanguera – hymn regionalny Balearów
Autorem słów hymnu jest Joan Alcover i Maspons (1854–1926). Muzykę skomponował kataloński kompozytor Amadeu Vives i Roig. W 1996 władze Majorki przyjęły pieśń jako oficjalny hymn regionu.

## Oficjalny tekst kataloński
La Balanguera misteriosa,
com una aranya d'art subtil,
buida que buida sa filosa,
de nostra vida treu lo fil.
Com una parca bé cavilla
teixint la tela per demà
La Balanguera fila, fila,
la Balanguera filarà.

Girant l'ullada cap enrera
guaita les ombres de l'avior,
i de la nova primavera
sap on s'amaga la llavor.
Sap que la soca més s'enfila
com més endins pot arrelar
La Balanguera fila, fila,
la Balanguera filarà.

De tradicions i d'esperances
tix la senyera pel jovent
com qui va un vel de noviances
amb caballeres d'or i argent
de la infantesa qui s'enfila
de la vellura qui se'n va.
La Balanguera fila, fila,
la Balanguera filarà